# Škoda 973
Der Škoda 973 war der Prototyp eines Geländewagens mit Allradantrieb. Der viersitzige Kübelwagen mit Stoffverdeck wurde 1952 entwickelt und besaß eine selbsttragende Vollstahlkarosserie.
Der wassergekühlte, obengesteuerte Vierzylinder-Viertakt-Reihenmotor hatte einen Hubraum von 1221 cm³ und eine Leistung von 45 PS (33 kW). Er beschleunigte das 1190 kg schwere Fahrzeug an Land bis auf 90 km/h. Über das am Motorblock angeflanschte Hauptgetriebe mit Untersetzungs- und Ausgleichsgetriebe wurde die Antriebskraft an alle vier Räder weitergeleitet.
Dieses Fahrzeug gab es auch mit einem größeren Motor mit 1491 cm³ Hubraum und einer Leistung von 52 PS (38 kW). Seine Fahrleistungen veränderten sich dadurch nicht.
Es kam nie zu einer Serienfertigung.